# Miane
Miane är en ort och kommun i provinsen Treviso i regionen Veneto i Italien. Kommunen hade 3 252 invånare (2018).